# Saint-Clément-Rancoudray
Saint-Clément-Rancoudray ist eine französische Gemeinde mit 548 Einwohnern (Stand: 1. Januar 2022) im Département Manche in der Region Normandie. Sie gehört zum Arrondissement Avranches und zum Kanton Le Mortainais.

## Geographie
Saint-Clément-Rancoudray liegt etwa 35 Kilometer östlich von Avranches am Cance. Umgeben wird Saint-Clément-Rancoudray von den Nachbargemeinden Sourdeval im Norden, Ger im Osten, Barenton im Südosten, Mortain-Bocage im Süden und Südwesten, Le Neufbourg im Westen, Saint-Barthélemy im Westen und Nordwesten sowie Chérencé-le-Roussel im Nordwesten.

## Geschichte
1973 wurde die Kommune Rancoudray an die Gemeinde Saint-Clément angeschlossen.

### Bevölkerungsentwicklung
| Jahr                       | 1962 | 1968 | 1975 | 1982 | 1990 | 1999 | 2006 | 2018 |
| Einwohner                  | 647  | 640  | 736  | 763  | 667  | 581  | 536  | 549  |
| Quellen: Cassini und INSEE |      |      |      |      |      |      |      |      |

## Sehenswürdigkeiten
- Kirche Notre-Dame-de-l'Assomption in Rancoudray aus dem 20. Jahrhundert
- Kirche Saint-Clément aus dem 19. Jahrhundert
- Reste des Benediktinerklosters von Moutons aus dem 12. Jahrhundert, 1693 geschlossen

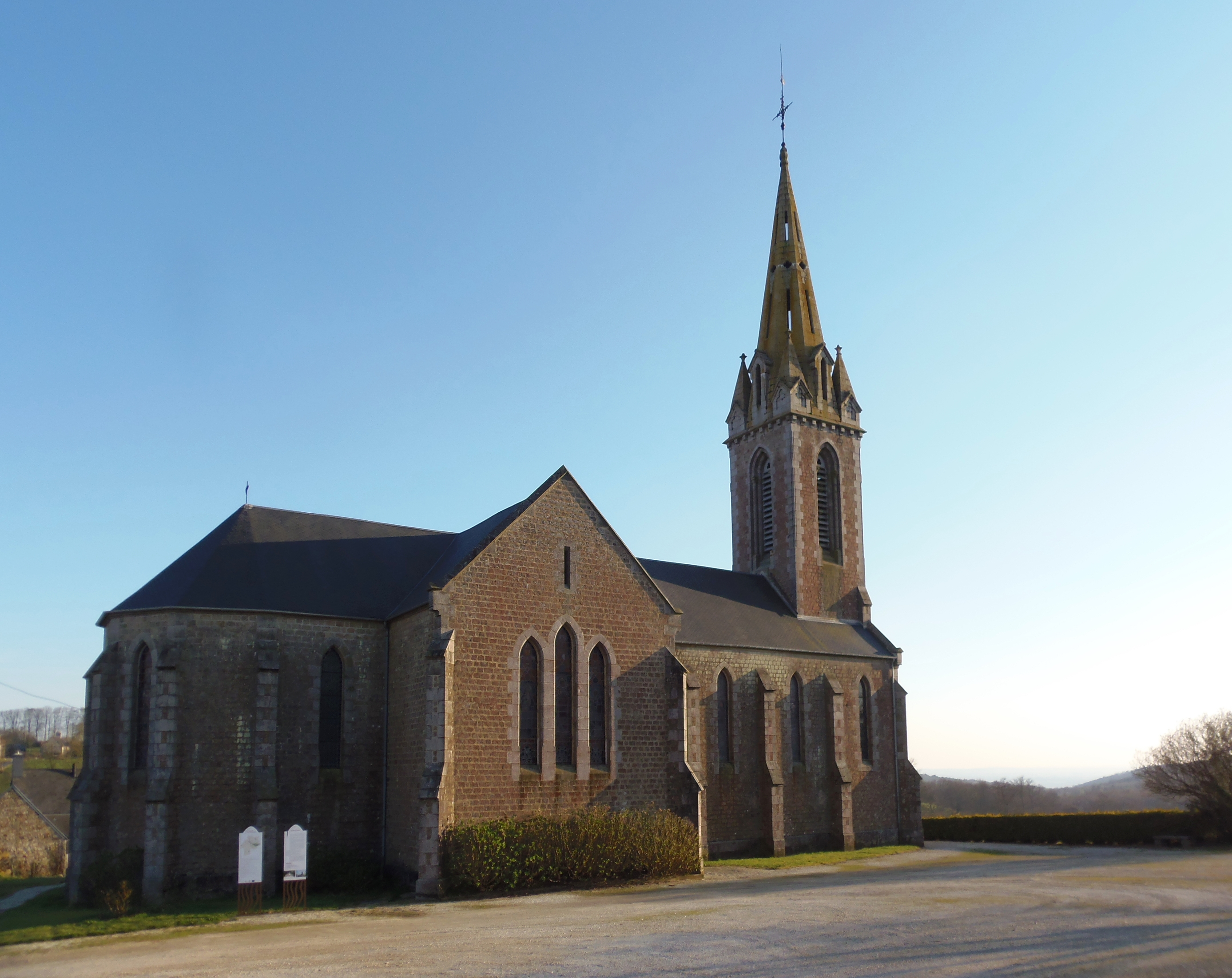
Kirche Notre-Dame-de-l'Assomption
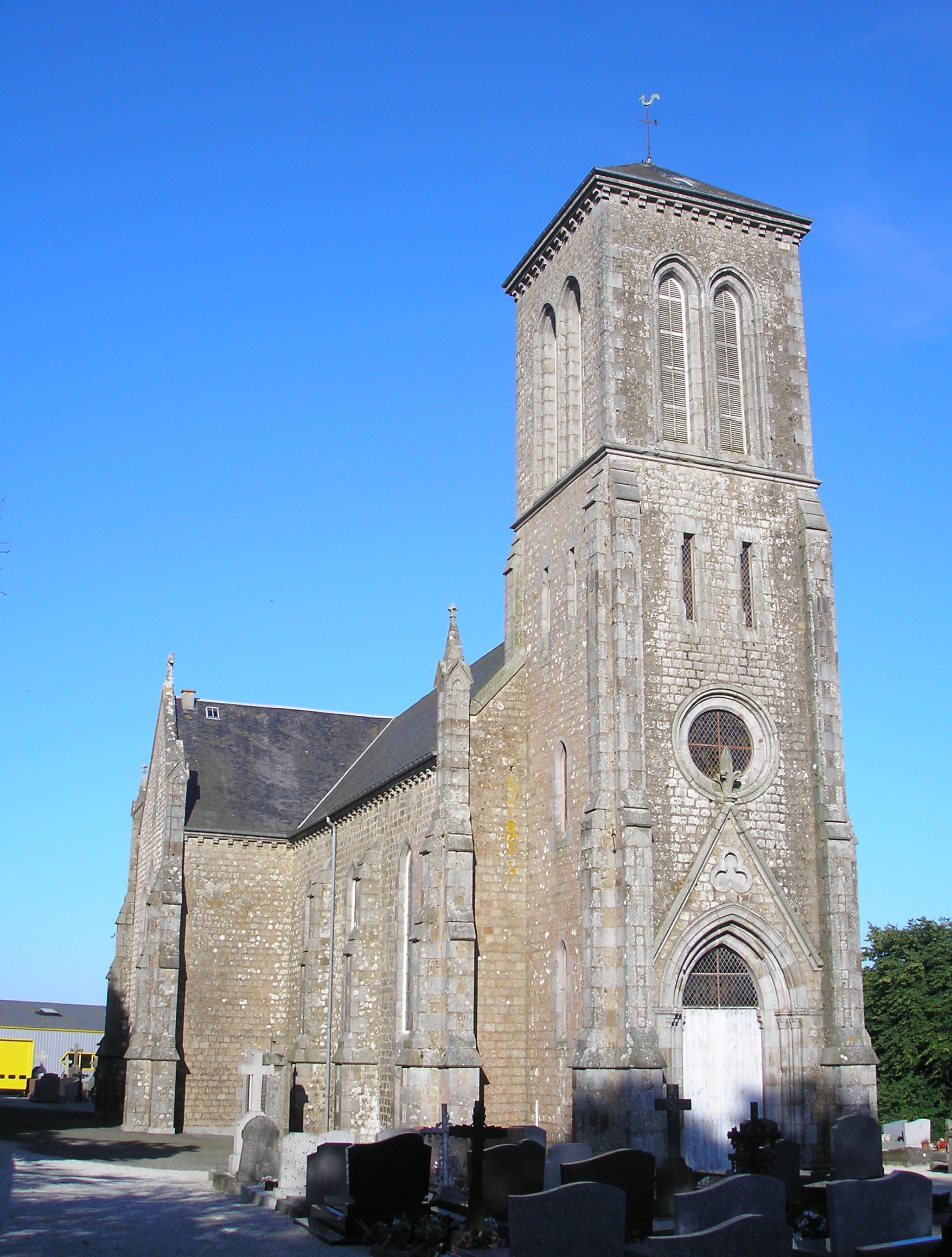
Kirche Saint-Clément